# McLaren Sabre
Der McLaren Sabre ist ein auf 15 Exemplare limitierter Supersportwagen, der von McLaren Automotive entwickelt wurde. Das Fahrzeug wurde in Zusammenarbeit mit McLaren Special Operations (MSO) und einem McLaren-Händler in Beverly Hills speziell für den nordamerikanischen Markt entworfen.

## Technische Daten und Design

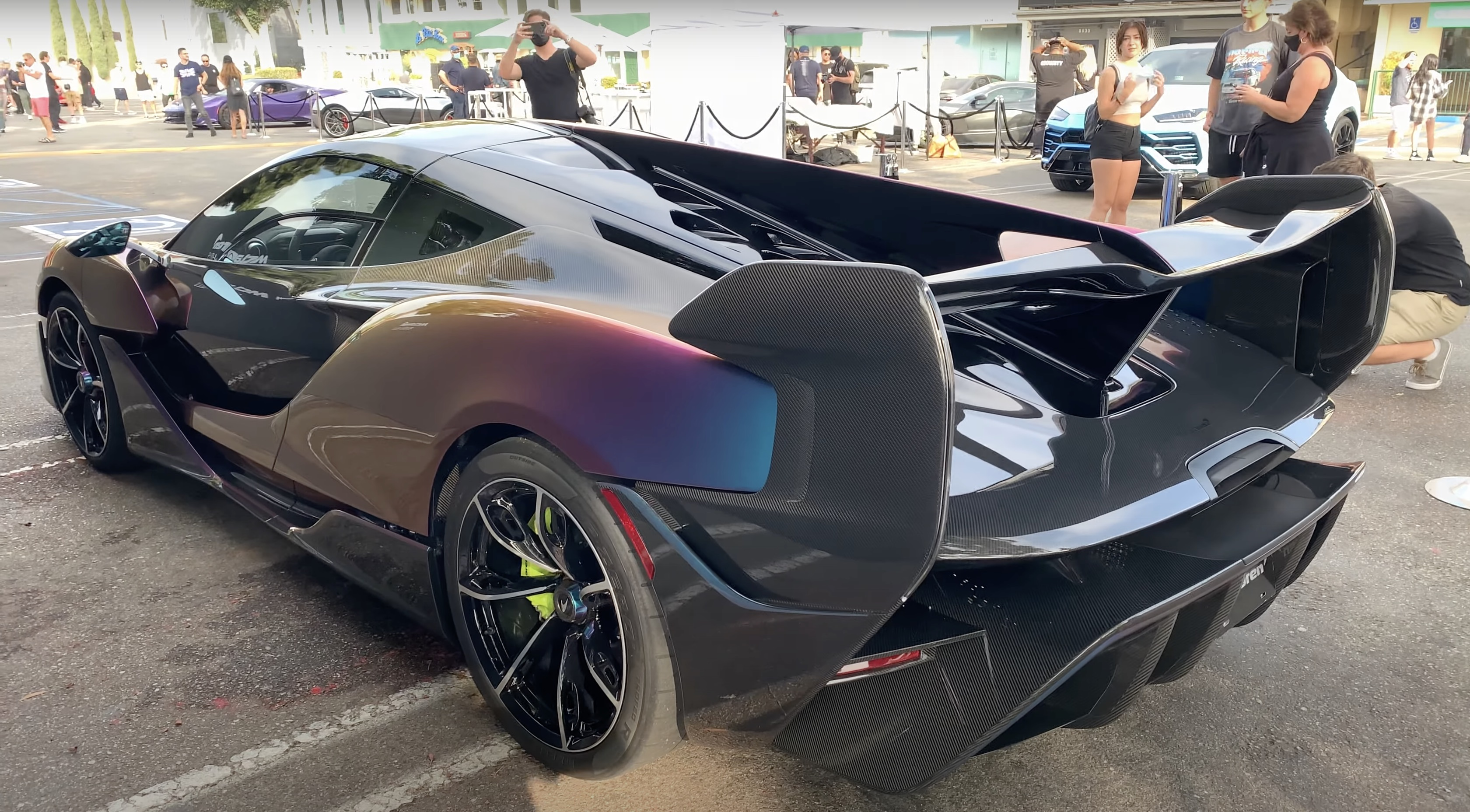
Heckansicht

Der McLaren Sabre hat einen 4,0-Liter-V8-Motor mit Twin-Turbo-Aufladung, 606 kW (824 PS) und ein maximales Drehmoment von 800 Nm. Mit einem Siebengang-Doppelkupplungsgetriebe und Hinterradantrieb ausgestattet, beschleunigt der Sabre von 0 auf 100 km/h in weniger als drei Sekunden. Die Höchstgeschwindigkeit liegt bei 350 km/h. Die Karosserie des Fahrzeugs besteht aus kohlenstofffaserverstärktem Kunststoff (CFK).
Der McLaren Sabre bietet Platz für zwei Insassen.